# Friedrich von Buch
Friedrich von Buch (ur. 24 stycznia 1876 w Braniewie, zm. 19 kwietnia 1959 w Kassel) – niemiecki wojskowy, generał major Luftwaffe.

## Życiorys

### Pochodzenie
Był najmłodszym synem pruskiego generała piechoty Maksymiliana von Buch (1837–1918) i jego żony Luise z domu Göttling von Abendroth (1841–1909).

### Kariera wojskowa
14 kwietnia 1894 wstąpił do armii pruskiej jako kadet w 2 pułku artylerii polowej, w sierpniu 1895 został awansowany do stopnia podporucznika. Po prawie roku służby jako oficer baterii w 4 pułku artylerii polowej w połowie sierpnia 1900 roku brał udział w tłumieniu powstania bokserów w Chinach. W połowie września 1902 powrócił do Niemiec. Został przydzielony do 3 pułku artylerii polowej i był od października 1903 do końca stycznia 1906 adiutantem stacjonującego w Beeskow pododdziału. Następnie awansował do rangi adiutanta dowódcy pułku i 27 stycznia 1907 został awansowany do stopnia porucznika. 13 kwietnia 1909 został mianowany adiutantem ministra wojny, i wkrótce, 21 kwietnia, awansowany do stopnia kapitana. Wraz z powołaniem na szefa 6 baterii w 1 pułku artylerii polowej 22 kwietnia 1912 powrócił do służby liniowej w pododdziale.
Po wybuchu I wojny światowej brał najpierw udział w walkach wraz ze swoim pułkiem w neutralnej Belgii o twierdzę Namur, następnie we Francji. Tam brał udział w bitwach pod St. Quentin, nad Marną i pod Reims, a także w bitwach w Artois i Flandrii. W połowie listopada 1914 roku jego pododdział przystąpił do walk pozycyjnych pod Ypres. Podczas wznowionych walk nad Artois Buch dowodził przez krótki czas 63 pułkiem rezerwowym artylerii, po czym wrócił do 4 pułku artylerii polowej. 22 marca 1916 został awansowany do stopnia majora. Pod koniec roku trafił do Dowództwa Generalnego XXII Korpusu Rezerwowego i został od 1 czerwca 1918 dowódcą 7 pułku artylerii polowej. Za swoje zasługi w czasie wojny otrzymał Krzyż Żelazny II i I klasy oraz Order Hohenzollernów z Mieczami.
Po zakończeniu wojny, demobilizacji i rozwiązaniu jego pułku, 31 stycznia 1920 roku Buch otrzymał awans na stopień podpułkownika, odchodząc ze służby wojskowej. Następnie przeszedł do służby w policji i był tam aż do przejścia na emeryturę w dniu 1 kwietnia 1924 komendantem policji w Kassel.
1 lipca 1938 Friedrich Buch został przeniesiony do dyspozycji Wehrmachtu i na rok przed rozpoczęciem II wojny światowej, 26 sierpnia 1938, mianowany dowódcą 9 pułku rezerwowego artylerii. 1 sierpnia 1940 został awansowany do stopnia pułkownika, a 10 listopada 1941 został mianowany dowódcą 128 pułku artylerii pancernej. Z tym związkiem taktycznym brał udział w wojnie przeciwko Związkowi Radzieckiemu, za co otrzymał 26 czerwca 1942 Złoty Krzyż Niemiecki. Od 21 grudnia 1942 do 23 stycznia 1943 Buch znajdował się w rezerwie oficerskiej (niem. Führerreserve), po czym został Dowódcą Artylerii (Artillerie-Kommandeurs, Arko 19) i awansował z dniem 1 marca 1943 do stopnia generała brygady w rezerwie. Dwa miesiące później został ponownie przeniesiony do rezerwy kadrowej. 15 czerwca 1943 Buch przeniósł się do Luftwaffe i pracował jako instruktor taktyki w Szkole Walk Lądowych Luftwaffe. Od 1 marca 1944 objął stanowisko wyższego dowódcy artylerii w Naczelnym Dowództwie 1 Armii Spadochronowej. W lutym 1945 został inspektorem ds. wyszkolenia oficerów w sztabie dowódcy generalnego szkolno-zastępczych oddziałów spadochronowych AOK (Armeeoberkommando). 31 marca 1945 został zwolniony ze służby wojskowej.

### Rodzina
4 października 1910 ożenił się w Berlinie z Johanną von Müller (1890–1911). Po jej przedwczesnej śmierci poślubił 1 stycznia 1916 w Dreźnie swoją drugą żonę Klementine von Kossecki, z którą miał jednego syna.